# Bundel van Haidinger

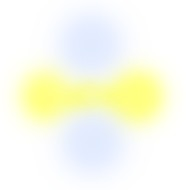
De bundel van Haidinger ontstaat in het oog en kan dus niet gefotografeerd worden. Dit is dan ook een tekening.

De bundel van Haidinger is een entoptisch fenomeen ontdekt in 1846 door de Oostenrijkse natuurkundige Wilhelm Karl Ritter von Haidinger.
Over het algemeen zegt men dat het menselijke oog niet in staat is de polarisatierichting van het licht waar te nemen. Anders is dat met bijen, die zich oriënteren op de richting van de zon, en die zelfs bij een gedeeltelijk bewolkte lucht kunnen vaststellen waar de zon staat, doordat het licht van de onbewolkte hemel enigszins gepolariseerd is.
Onder bepaalde omstandigheden kan de mens de polarisatie echter wel waarnemen. Men ziet dan een figuurtje dat vaag geel en blauw is. Men zou het kunnen beschrijven als een gele en een blauwe halter die kruiselings op elkaar zijn gelegd. De polarisatie is in de richting van de blauwe halter. Dit figuurtje heet de bundel van Haidinger.

## Verklaring
De gele vlek is de gevoeligste plek van het netvlies en bevat zeer veel lichtgevoelige cellen. Er is eigenlijk geen plaats voor de zenuwen die met al die cellen verbonden moeten zijn. Daarom lopen de zenuwen straalsgewijs naar de gele vlek toe. Op een klein plekje in de buurt van de gele vlek lopen alle zenuwen evenwijdig. Dit heeft een geringe invloed op de waargenomen kleur indien het licht gepolariseerd is.

## Geen blijvend beeld
Het netvlies is alleen gevoelig voor veranderende lichtindrukken. Zou men een constant, niet-bewegend beeld op het netvlies projecteren, dan ziet men al heel gauw niets meer. In de praktijk merkt men hier niets van, doordat men zijn ogen niet stil kan houden. Ogen zijn constant in beweging, en er valt steeds een ander beeld op het netvlies. Onregelmatigheden in het netvlies zijn echter onzichtbaar.
De bundel van Haidinger is echter een constant beeld. Beweegt men het oog, dan beweegt de bundel mee. Het gevolg is dat men de bundel maar eventjes ziet als men in gepolariseerd licht kijkt. Voordat men zich realiseert wat men ziet, is de bundel al verdwenen.

## Proef
Om de bundel van Haidinger zichtbaar te maken, kan men het volgende proberen. Leg een lamp op de draaischijf van een grammofoon en daarboven een meedraaiend polariserend glas. Men moet nu een draaiende bundel waarnemen. Deze blijft door de draaiing steeds zichtbaar.

## Zichtbaarheid bundel van Haidinger in de blauwe hemel
De bundel van Haidinger vertoont zich in het gedeelte van de blauwe hemel op een hoek van 90° vanaf de zon. In dit gedeelte is het diffuus en blauwkleurig gereflecteerde zonlicht het sterkst gepolariseerd.